# Liudas Mockūnas

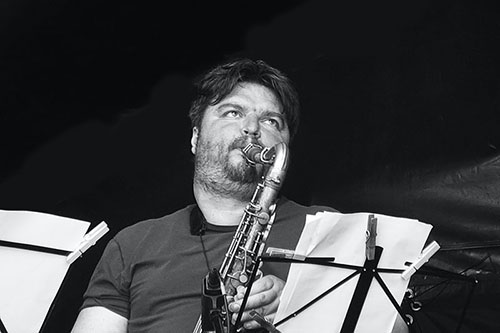
Liudas Mockūnas (2015)
Aarhus Jazz Festival, Danmark

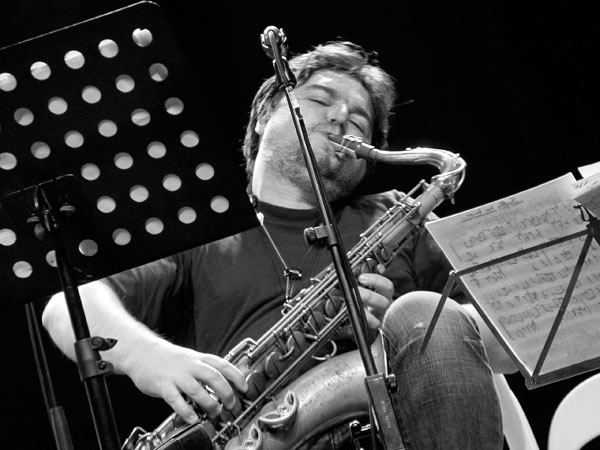
Liudas Mockūnas (2010)

Liudas Mockūnas (* 18. Mai 1976 in Panevėžys) ist ein litauischer Jazz- und Improvisationsmusiker (Saxophon, Bassklarinette, Klarinette), Komponist und Musikproduzent, der auch als Interpret Neuer Musik hervorgetreten ist.

## Leben und Wirken
Mockūnas begann im Alter von acht Jahren mit seiner musikalischen Bildung. Er studierte klassische Klarinette bei A. Doveika am M. K. Čiurlionis-Kunstgymnasium in Vilnius und Saxophon bei Wladimir Tschekassin an der Litauischen Musikakademie, wo er 2002 sein Diplom erhielt. Seit 1999 studierte er außerdem am Rytmisk Musikkonservatorium in Kopenhagen. Seit 2004 lehrt er am Lehrstuhl für Jazz an der Lietuvos muzikos ir teatro akademija.
Mockūnas trat mit seinem früheren Lehrer Tschekassin seit 1988 auf europäischen Festivals auf. Er spielte mit den meisten Jazzmusikern Litauens sowie im Bereich der europäischen Kunstmusik mit einigen litauischen Sinfonieorchestern, mit dem Kammerorchester St. Kristoforas und dem Ensemble Gaida. In Litauen ist Arkadijus Gotesmanas sein Duopartner, oft wird das Duo durch den estländischen Gitarristen Jaak Sooaar zum Trio erweitert. 2000 gründete er mit Stefan Pasborg in Kopenhagen die Formation Toxikum. Er spielte außerdem in Andrew Hills Jazzpar Octet sowie mit Mats Eilertsen und Mats Gustafsson; auch gehörte er zum Copenhagen Art Ensemble und zu Pierre Dørges New Jungle Orchestra. Anfang der 2010er Jahre arbeitete er u. a. mit Marc Ducret, Ryoji Hojito, Barry Guy und mit seiner Band Mockuno NuClear. Mockūnas ist Mitbegründer des Independent-Labels NoBusiness Records, auf dem seine Alben mit Eigenkompositionen erscheinen. Darüber hinaus schrieb er Film- und Theatermusiken.
Mockūnas wurde 2004 mit dem Musikpreis Mūzų malūnas ausgezeichnet; er gewann mit Pasborg 2001 den europäischen Improvisationswettbewerb in Poitiers und als Solist weitere internationale Jazz-Preise im Baltikum.

## Diskographische Hinweise
- Liudas Mockūnas / Stefan Pasborg: Mockūnas/Pasborg–Project (TCB Records, 2001)
- Liudas Mockūnas / Marc Ducret: Silent Vociferation (NoBusiness Records, 2009)
- Liudas Mockūnas / Eugenijus Kanevičius / Dalius Naujokaitis: Kablys: Live at 11:20 (NoBusiness, 2010)
- Liudas Mockūnas / Ryoji Hojito: Vacation Music (NoBusiness, 2010)
- Mockuno NuClear: Drop It (NoBusiness, 2011), mit Dmitrij Golovanov, Marijus Aleksa
- Liudas Mockūnas & Barry Guy: Lava (NoBusiness, 2012)
- Live at Vilnius Jazz Festival  (NoBusiness, 2014), mit William Hooker
- Hydro (2017) solo
- Live in Warshaw (2019), mit Jacek Mazurkiewicz, Håkon Berre
- Agustí Fernández / Liudas Mockunas: Improdimensions (NoBusiness, 2020)
- Petras Geniušas / Liudas Mockūnas: Vers la Flamme (2020)
- Polylogues (2021)
- Liudas Mockūnas / Christian Windfeld: Pacemaker (NoBusiness, 2021)
- Littorina Saxophone Quartet: Leaking Pipes (NoBusiness, 2025), mit Maria Faust, Mikko Innanen, Fredrik Ljungkvist